# Harmonisiertes System zur Bezeichnung und Codierung der Waren
Das Harmonisierte System zur Bezeichnung und Codierung der Waren ist eine internationale Nomenklatur, die unter der Schirmherrschaft der Weltzollorganisation (WZO), einer unabhängigen zwischenstaatlichen Organisation mit Sitz in Brüssel, erarbeitet wurde. Die Mehrzahl aller Zolltarife basiert auf dieser Nomenklatur.

## Geschichte und aktueller Stand
Das Harmonisierte System wurde mit dem Internationalen Übereinkommen über das Harmonisierte System zur Bezeichnung und Codierung der Waren vom 14. Juni 1983 beschlossen und trat am 1. Januar 1988 in Kraft. Die EU ist neben ihren Mitgliedstaaten Vertragspartei dieses Übereinkommens. In Deutschland wurde das Harmonisierte System mit Verordnung vom 10. Dezember 1986 eingeführt.
Seitdem wird das Harmonisierte System von der WZO weiterentwickelt und gepflegt. Dem Übereinkommen gehören derzeit 157 Vertragsparteien an, darüber hinaus wird es weltweit von mehr als 200 Verwaltungen insbesondere zur Erstellung der jeweiligen nationalen Zolltarife und zur Erfassung wirtschaftsbezogener statistischer Daten verwendet (rund 98 % des Welthandels wird vom Harmonisierten System erfasst).
Die Kombinierte Nomenklatur (KN) der Europäischen Union basiert auf der HS-Nomenklatur. Auf der KN basiert wiederum der Gemeinsame Zolltarif TARIC (Tarif intégré des Communautés européennes), der mit Verordnung (EWG) Nr. 2658/87 des Rates vom 23. Juli 1987 über die zolltarifliche und statistische Nomenklatur sowie über den Gemeinsamen Zolltarif eingeführt wurde. Damit ist das Harmonisierte System die Grundlage für die Erfassung aller Warenströme in die und aus der EU.
Die HS-Nomenklatur umfasst ungefähr 5000 Warengruppen, die durch einen 6-stelligen Code bezeichnet und gemäß festen Regeln in einer rechtlichen und logischen Struktur angeordnet sind. Das HS ist nach Wirtschaftszweigen oder Materialkomponenten gegliedert. So sind beispielsweise Tiere und tierische Erzeugnisse in einem Abschnitt des HS zu finden, während Maschinen und mechanische Geräte in einem anderen zu finden sind. Das HS ist in 21 Abschnitte gegliedert, die wiederum in 96 Kapitel unterteilt sind (Kapitel 1 bis 97, wobei Kapitel 77 für eine mögliche künftige Verwendung durch das HS reserviert ist). Die 96 HS-Kapitel sind in der aktuellen Ausgabe 2022 des HS weiter in 1228 Positionen und 5612 Unterpositionen unterteilt.